# Max Taylor
Max Taylor (古代 リュウタ Kodai Ryūta?) es un personaje ficticio del anime Dino Rey y el líder del Equipo D.

## Equipo D
Max Taylor Tiene 12 años y es fanático de los dinosaurios. Es el líder del Equipo D, un grupo de amigos que se dedican a conocer todo acerca de estas criaturas y salvarlos de la pandilla alpha. Su abundante energía y curiosidad suelen meterlo en problemas. Es el hijo del paleontólogo Dr. Spike Taylor. Tiene un triceratops llamado Gabu.

## Apariencia
Max tiene piel pálida, el pelo de punta redonda color marrón y grandes ojos de color azul oscuro. Lleva un saco rojo de manga corta con capucha amarilla y un bolso negro en el abdomen decoradas con un diente de dinosaurio. También lleva los pantalones jeans de color anaranjado, zapatillas rojas y guantes sin dedos de color rojo. La mayor parte distintiva de todos, lleva una visera con una sombra clara "y cuernos Triceratops que doblar para arriba como linternas. 

## Personalidad
Max es un chico impulsivo, enérgico, optimísta; pero muy despistado, tanto que a veces no se percata del lugar en donde se encuentra. 
Es alegre, le gusta jugar fútbol, es bueno en las materias pero regular en matemáticas y casi nunca se toma las cosas en serio, a excepción de los dinosaurios. 
Suele pelear con Rex, ya que su manera de pensar es muy diferente, pero siempre se reconcilian. Le tiene mucho cariño a los dinosaurios, en especial a su triceratops, Gabu.

## Amistad
Tiene una fuerte amistad con Rex y son los mejores amigos pero a veces tienen conflictos, por lo que Zoe tiene que mediar para que estos terminen de pelear, Max se puso celoso cuando jim le dio un beso en la mejilla a Zoe. En ese mismo episodio Zoe intenta besar a Max, como él es tan tímido, esquivo el beso y rompió la palanca de la nave sin querer.

## Cartas de Dinosaurios
A continuación se presentan las cartas que Max consiguió durante la serie Dino Rey:
- Triceratops
- Saltasaurus
- Styracosaurus
- Pachycephalosaurus
- Daspletosaurus
- Euoplocephalus
- Megaraptor
- Amargasaurus
- Anchiceratops
- Therizinosaurus
- Torosaurus
- Trío Deinonychus
- Saurophaganax
- Mapusaurus
- Pentaceratops
- Megalosaurus
- Carta de SúperMovimiento del Rayo

## Cartas que por el tipo le pertenecen
- Triceratops
- Styracosaurus
- Anchiceratops
- Torosaurus
- Pentaceratops
- Diceratops
- Triceratops Maximus
- Pachyrhinosaurus
- Achelousaurus